# Office professionnel de qualification des urbanistes
 (janvier 2024).
 (juin 2023).
 (janvier 2024).
L’Office professionnel de qualification des urbanistes (OPQU) est un organisme de qualification professionnelle au sens de la norme NF X 50-091. Il assure une mission d’intérêt général en France qui vise à attribuer une qualification professionnelle à des personnes à titre individuel ou à des structures professionnelles, exerçant dans le champ de l’urbanisme et de l’aménagement de territoires. Cette qualification vise à offrir des garanties de professionnalisme aux maîtres d’ouvrage et aux autres donneurs d’ordre qui utilisent les compétences d’un urbaniste.
L’OPQU est une marque déposée.
L'OPQU est un organisme de qualification et n'est pas une association d'urbanistes.

## Histoire
L'Office professionnel de qualification des urbanistes a été créé en 1998 à l'initiative d’associations d’urbanistes et de fédérations nationales regroupant des organismes agissant dans le champ de l’urbanisme.
Le constat qui a présidé à la création de l’Office de qualification est parti du fait que l’urbanisme en France ne faisait l’objet d’aucune reconnaissance en tant que champ des pratiques professionnelles autonomes, que la profession d’urbaniste n’était ni réglementée, ni ne connaissait de définition officielle, et que l’appellation « urbaniste » recouvrait des formations, des pratiques et des méthodes hétérogènes.
Ce constat soulignait que cette situation était préjudiciable à la qualité des décisions et des réalisations à toutes les échelles de l’aménagement du territoire et de l’urbanisme, alors que ces disciplines sont étroitement liées à la société, au processus de décision politique et à l’exercice d’une démocratie participative concernant l’ensemble des acteurs de cette même société.
Ce constat soulignait par ailleurs la diversité des formes d’activités et des statuts des urbanistes qui exercent dans des organisations variées et notamment :
- des fonctionnaires et des contractuels dans les services de l’État et des collectivités territoriales ;
- des salariés d’organismes parapublics ou privés ;
- des personnes exerçant à titre libéral.

Ce qui a amené les fondateurs de l’OPQU à considérer qu’il était important d’offrir aux différents donneurs d’ordre la possibilité de repérer les personnes physiques qui, quel que soit leur mode d’exercice, leur formation et leur expérience, offrent les garanties de maîtrise des méthodes de l’urbanisme.
À la création de l’OPQU, en 1998, un protocole est signé avec le ministère chargé de l’urbanisme, qui va lui apporter un soutien financier dans sa phase de démarrage[source secondaire souhaitée].
Par la suite, l’OPQU va connaître plusieurs évolutions.
Au fil du temps, l’OPQU élargit son assise partenariale qui, par ce biais, se diversifie pour représenter la diversité des acteurs agissant dans le champ de l’urbanisme : des associations d’élus comme l’Association des maires de France (AMF), des fédérations d’aménageurs comme la FEPL ou l’UNAM, des associations du monde de l’enseignement (APERAU).
Faisant le constat que la qualification professionnelle d’un urbaniste doit aussi offrir des garanties éthiques, l’OPQU engage en 2012 des travaux pour élaborer la Déontologie des urbanistes. Cette réflexion, conduite par un juriste, s’organise à travers un groupe de travail qui associe largement le monde des urbanistes, les utilisateurs des prestations d’urbanistes, les associations du cadre de vie, les syndicats du monde du travail... Une seconde phase de concertation est organisée auprès de tous ces acteurs ou utilisateurs finaux des travaux de l’urbaniste[source insuffisante]. Ces travaux aboutissent à l’élaboration finale de la déontologie en 2015 et la Déontologie des urbanistes est votée par le conseil d’administration de l’OPQU le 1er juillet 2015.
Un collège spécifique des urbanistes qualifiés est créé en 2012[source secondaire souhaitée] ; ils vont dorénavant élire directement leurs représentants au conseil d’administration.
En 2020, l’OPQU complète la qualification des personnes par la qualification des structures. C’est une demande qui émanait depuis longtemps de la part des bureaux d’études et des sociétés. La qualification des structures a donc dorénavant pour objectif de qualifier des organismes agissant dans le champ concurrentiel et traitant d’urbanisme et d’aménagement.
À cette occasion, à côté du collège des urbanistes-prestataires et du collège de l’intérêt général, un troisième collège est créé au sein de l’OPQU : le collège des commanditaires.
Parallèlement à ces évolutions, l’OPQU est amené à tisser des liens avec les autres organismes de qualification professionnelle agissant sur les champs voisins de l’urbanisme et de l’aménagement. Des coopérations croisées sont ainsi créées avec l’OPQIBI et l’OPQCM.

## Partenariats et coopérations
Une convention signée le 30 septembre 2016 entre la Société française des urbanistes (SFU) et l’OPQU organise la représentation conjointe de la France au Conseil européen des urbanistes (dont l’acronyme est ECTP-CEU). Ce conseil a pour principal objet de fournir à ses membres un cadre commun visant à promouvoir la lisibilité et la reconnaissance du rôle sociétal important que joue la pratique de l’urbanisme et le développement urbain en Europe. Le Conseil européen des urbanistes joue un rôle central dans les échanges sur la pratique de l’urbanisme en Europe et organise ainsi des coopérations entre les praticiens de ces différents pays.
L’OPQU est membre fondateur de l’Observatoire national du cadre de vie (ONCV)[source secondaire nécessaire]. Les autres membres fondateurs sont le Conseil national de l’ordre des architectes (CNOA), l’Ordre des géomètres experts (OGE), l’Union nationale des aménageurs (UNAM), l’Association française interprofessionnelle des écologues (AFIE). Fondé en 2019, l’Observatoire a pour objectif de développer des études et des analyses sur les attentes sociales en matière de qualité du cadre de vie. Ces travaux sont à disposition des acteurs et des professionnels qui interagissent dans les problématiques du cadre de vie.

## Fonctionnement
L’Office professionnel de qualification des urbanistes est organisé sous l’égide de la loi de 1901. Conformément aux exigences de la norme NF X50-091, son assemblée générale et son conseil d’administration sont composés de trois collèges : le collège des urbanistes-prestataires, le collège des commanditaires, le collège de l’intérêt général.
- Le conseil d'administration gère la structure, mais n’a pas le droit d’intervenir dans le processus de qualification qui doit être strictement indépendant.

Les organismes partenaires, membres du conseil d'administration, sont les suivants : 
– AMF : Association des maires de France.
– APERAU : Association pour la promotion de l'enseignement et de la recherche en aménagement et en urbanisme.
– Association des urbanistes de Guadeloupe.
– Association des urbanistes de Midi-Pyrénées.
– Association des urbanistes Occitanie-Méditerranée.
– CINOV ten : Fédération CINOV.
– CNOA : Conseil national de l’ordre des Architectes>.
– Fédération des EPL : Fédération des entreprises publiques locales.
– Fédération nationale des SOliHA.
– FNCAUE : Fédération nationale des CAUE.
– OGE : Ordre des géomètres-experts.
– OPQIBI, l’ingénierie qualifiée : Organisme de qualification de l’ingénierie.
 – SFU : Société française des urbanistes.
– UNAM : Union nationale des aménageurs.